# Xicheng
Xicheng (Vereenvoudigd Chinees: 西城区, Nederlandse vertaling Westelijk Stadsdistrict) is een van de districten in het oude gedeelte van Peking. Dit oude gedeelte ligt geheel binnen de Tweede ringweg van Peking. De oppervlakte van het district is 32 km² en telt 790.000 inwoners.

## Gebieden in het district
In het district liggen onder meer het handelsdistrict Xidan, Jinrongjie (straat met veel financiële instellingen), het Beihaipark, het Jingshanpark, de dierentuin van Peking, Yuetanpark en het voormalige paleis Zhongnanhai, het bestuurscentrum van de Communistische Partij van China. Ook ligt het horecagebied Houhai in het district.
Het noordwestelijke deel van de Tweede ringweg van Peking vormt de grens met de andere districten van Peking.